# 27 de enero
El 27 de enero es el 27.º (vigesimoséptimo) día del año en el calendario gregoriano. Quedan 338 días para finalizar el año y 339 en los años bisiestos.

## Acontecimientos
- 98: Trajano sucede tras su muerte a su padre adoptivo Nerva, predecesor suyo como emperador del imperio romano, convirtiéndose en el primer emperador de origen hispánico.
- 1336: Pedro IV es proclamado rey de Aragón tras la muerte de su padre Alfonso IV.
- 1554: cerca de Cádiz (España), naufraga y muere el navegante español Pedro de Heredia, fundador de Cartagena de Indias (Colombia).
- 1612: Felipe III otorga el primer privilegio para dar corridas en cosos cerrados, origen de las plazas de toros.
- 1794: en la isla de Santo Domingo, una flota española —al mando del almirante Gabriel de Aristizábal y Espinosa— toma a los franceses la plaza de Fuerte Delfín.
- 1801: en Santo Domingo, la revolución de los esclavos haitianos provoca el pavor entre los colonos blancos. Mientras tanto, un antiguo esclavo, Toussaint-Louverture, se convierte en dictador de la isla.
- 1801: en Madrid (España), el rey Fernando VII declara a la villa de Santa Cruz de Tenerife capital de la provincia de Canarias.
- 1868: en Japón se inicia la decisiva Batalla de Toba-Fushimi que marcaría el fin del Shogunato Tokugawa y el inicio del régimen imperial Meiji.
- 1880: en Estados Unidos, Thomas Alva Edison patenta la lámpara incandescente.
- 1888: en los Estados Unidos, se funda la National Geographic Society, con el propósito de incrementar y difundir los conocimientos geográficos.
- 1908: en Buenos Aires (Argentina), el presidente José Figueroa Alcorta, ordena a la policía que ocupe el Congreso Nacional.
- 1915: se registra el primer bombardeo aéreo de la Historia: aviones franceses atacan fábricas de explosivos alemanas en las ciudades de Oppau y Ludwigshafen.
- 1916: en San Diego (California), después de una larga sequía, las lluvias provocan la inundación «Hatfield» (llamada así por el estafador Charles Hatfield, quien cobraba 10.000 dólares por «crear la lluvia»). Se destruyen las represas de Sweetwater y Otay. Mueren 22 personas. Cuando Hatfield trata de cobrar su cheque, la alcaldía le propone hacerse cargo de las indemnizaciones (por varios millones de dólares).
- 1917: en San José (Costa Rica), el general Federico Alberto Tinoco Granados derriba al presidente Alfredo González Flores.
- 1918: comienza la guerra civil finlandesa.
- 1925: en Madrid se inaugura el Teatro Alcázar.
- 1937: en México en el contexto de la reforma agraria emprendida por el presidente Lázaro Cárdenas del Río, tiene lugar el llamado: Asalto a las Tierras, en el Municipio de Mexicali, fecha que marca el principio del fin de un latifundio extranjero en tierras mexicanas.
- 1944: en la Unión Soviética termina el sitio nazi de la ciudad de Leningrado (actual San Petersburgo) tras 29 meses y aproximadamente 1,5 millones de muertos.
- 1945: en Polonia ―en el marco de la Ofensiva del Vístula-Óder―, el Ejército Rojo libera el campo de exterminio nazi de Auschwitz-Birkenau.
- 1948: en los Estados Unidos sale a la venta el primer grabador de cinta magnética.
- 1951: en el sitio de pruebas de Nevada ―en el marco de la operación Ranger―, Estados Unidos detona la bomba atómica Able (de 1 kilotón), la novena de la Historia.
- 1951: en Madrid se inaugura el Museo Lázaro Galdiano.
- 1956: en Estados Unidos se termina de grabar el primer disco de Elvis Presley.
- 1960: el expresidente Juan Domingo Perón (en el exilio) abandona la República Dominicana y se traslada a España.
- 1960: en Bolivia queda abolida la pena de muerte.
- 1967: en Cabo Kennedy (Florida) mueren los astronautas estadounidenses Virgil I. Grissom, Edward White y Roger Chaffee, al incendiarse la cápsula de la nave espacial Apolo 1, la primera misión del programa Apolo.
- 1972: Magnavox lanza la Magnavox Odyssey la primera videoconsola de la historia.
- 1973: Estados Unidos y Vietnam del Norte firman un acuerdo de cese al fuego.
- 1976 : en Denver (Estados Unidos) se celebra el primer concurso de mates de la historia organizado por la extinta American Basketball Association.
- 1982: en Honduras accede a la presidencia el civil Roberto Suazo Córdova tras una década de dictadura militar.

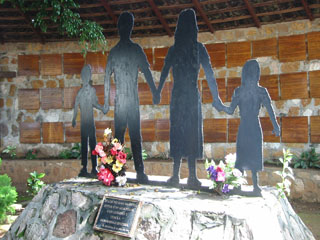
Monumento a las víctimas de la Masacre de Mozote (10 a 12 de diciembre de 1982).

- 1982: en los Estados Unidos, los periódicos New York Times y Washington Post denuncian la masacre de El Mozote perpetrada por el Gobierno de El Salvador entre el 10 y el 12 de diciembre de 1981. Sin embargo cinco días después, los republicanos en el Congreso (a pedido del presidente Ronald Reagan) aprueban un nuevo aumento en la ayuda estadounidense a Álvaro Magaña.
- 1986: en Honduras José Azcona del Hoyo asume como presidente de la República.
- 1989: en el Puerto espacial de Kourou (Guayana), Francia lanza el cohete Ariane que pone en órbita con éxito el satélite de comunicaciones Intelsat VF-15 (servicios de televisión y telefonía).
- 1990: en Honduras, Rafael Leonardo Callejas asume a la presidencia.
- 1993: en Madrid (España) mueren seis personas al caer sobre ellas la marquesina de un cine.
- 1993: en España se encuentran los cuerpos de las adolescentes asesinadas en el Crimen de Alcácer.
- 1994: en Honduras, el liberal Carlos Roberto Reina asume la presidencia.
- 1994: en España, huelga general contra el proyecto de reforma laboral emprendida por el gobierno.
- 1995: Perú y Ecuador inician una guerra por la disputa de 340 km² fronterizos. Los combates se llevan a cabo en seis puestos de la frontera que separa a ambos países.
- 1998: Carlos Roberto Flores asume la presidencia de Honduras.
- 1999: en los Estados Unidos, el papa Juan Pablo II, condena el aborto y la pena de muerte durante su viaje a varias ciudades de ese país.
- 2000: en Madrid, la obra de Francisco de Goya La condesa de Chinchón, ingresa en la colección del Museo del Prado.
- 2001: El dictador chileno Augusto Pinochet es ingresado de urgencia tras sufrir un amago de infarto cerebral.
- 2002: en España, José María Aznar formaliza en el Congreso de su partido su decisión de no volver a ser candidato a la Presidencia del Gobierno.
- 2002: Ricardo Maduro se convierte en presidente de Honduras.
- 2006: Manuel Zelaya se convierte en presidente de Honduras.
- 2006: se inaugura en la ciudad de Huesca (España), el CDAN, Centro de Arte y Naturaleza.
- 2009: en las afueras del Aeropuerto Internacional de la Ciudad de México, el bioquímico agrícola francés Christopher Augur es asaltado por un grupo de 8 a 10 delincuentes. Fallecerá cuatro días después a causa de un balazo recibido en la cabeza durante el asalto.
- 2010: Steve Jobs presenta en conferencia de prensa el iPad.
- 2010: Porfirio Lobo asume la presidencia de Honduras.
- 2012: La compañía aérea Spanair cesa sus operaciones comerciales, poniendo fin a 26 años de historia.
- 2013: Un incendio en una discoteca en Santa María, Río Grande del Sur, Brasil deja un saldo de 241 fallecidos y 131 heridos.
- 2014: La Corte Internacional de Justicia de La Haya hace su fallo sobre el diferendo marítimo entre Perú y Chile quedando 120 millas para Perú y 80 millas para Chile.
- 2014: el presidente Juan Orlando Hernández asume la presidencia de Honduras.
- 2018: en Honduras, el presidente Juan Orlando Hernández, toma posesión como presidente en una reelección con alegaciones de fraude.[1]
- 2022: en Alemania, se superan por primera vez los 200.000 casos diarios de COVID-19 desde el inicio de la pandemia.[2]
- 2022: Xiomara Castro asciende al poder en Honduras terminando con el bipartidismo y cambiando la bandera del país.

## Nacimientos
- 1443: Alberto III, duque de Sajonia-Meissen (f. 1500).
- 1546: Joaquín Federico I, margrave elector de Brandeburgo prusiano (f. 1608).
- 1585: Hendrick Avercamp, pintor holandés (f. 1634).
- 1621: Thomas Willis, médico británico (f. 1675).
- 1662: Richard Bentley, filólogo, helenista y cronólogo británico (f. 1742).
- 1687: Johann Balthasar Neumann, arquitecto alemán (f. 1753).
- 1701: Johann Nikolaus von Hontheim, historiador alemán (f. 1790).
- 1708: Ana Petrovna de Rusia (f. 1728).
- 1720: Samuel Foote, dramaturgo inglés (f. 1777).
- 1756: Wolfgang Amadeus Mozart, músico compositor austríaco (f. 1791).
- 1775: Friedrich Schelling, filósofo alemán (f. 1854).
- 1790: Juan N. Álvarez, militar mexicano (f. 1867).

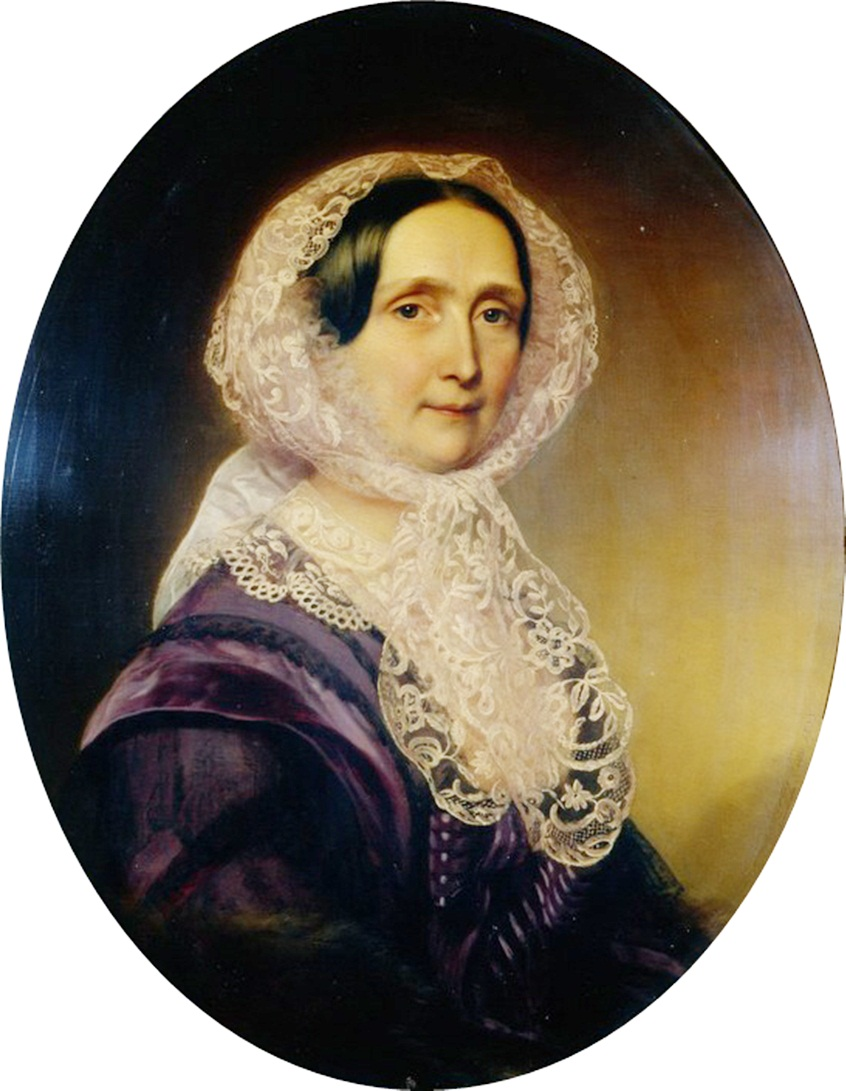
Sofía de Baviera

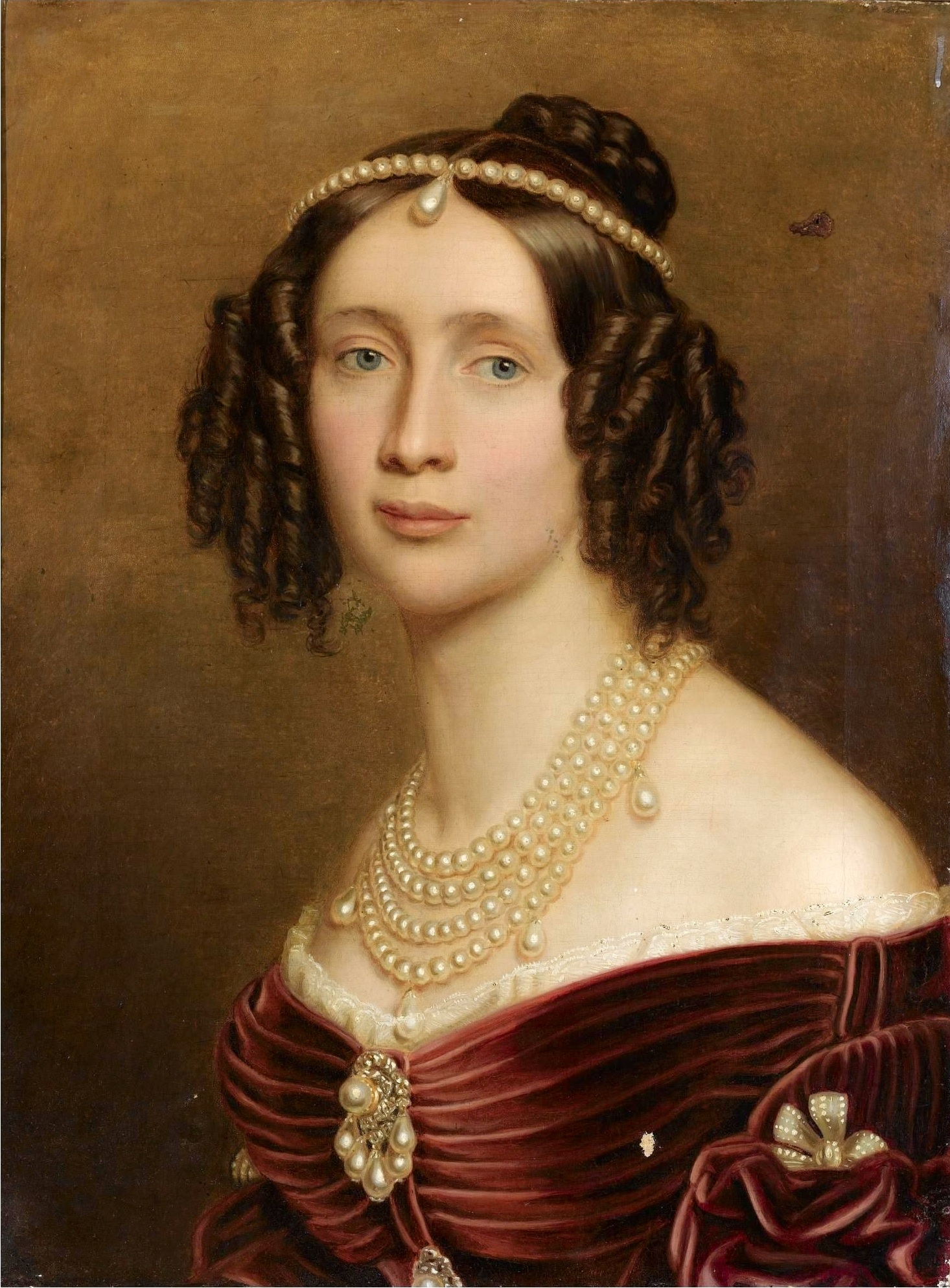
María Ana de Baviera.

- 1805: Sofía de Baviera, princesa austriaca (f. 1872).
- 1805: María Ana de Baviera, reina consorte de Sajonia (f. 1877).
- 1806: Juan Crisóstomo de Arriaga, compositor español (f. 1826).
- 1807: David Strauss, teólogo y escritor alemán (f. 1874).
- 1810: Tomás Gomensoro, presidente de Uruguay (f. 1900).
- 1814: Eugène Viollet-le-Duc, arquitecto francés (f. 1879).
- 1823: Édouard Lalo, violinista y compositor francés (f. 1892).
- 1826: Carlos de Haes, pintor español (f. 1898).
- 1832: Lewis Carroll, lógico, matemático, fotógrafo y novelista británico (f. 1898).
- 1836: Leopold von Sacher-Masoch, escritor polaco (f. 1895).
- 1839: Juan C. Doria, abogado, militar y político mexicano (f. 1869).
- 1848: Togo Heihachiro, almirante japonés (f. 1934).
- 1850: John Collier, pintor prerrafaelita británico (f. 1934).
- 1850: Samuel Gompers, dirigente obrero estadounidense (f. 1924).
- 1850: Edward John Smith, marino mercante británico (f. 1912).
- 1851: Miguel Cané, escritor y político argentino (f. 1905).
- 1851: Rafael Obligado, escritor argentino (f. 1920).
- 1855: Francisco Rodríguez Marín, poeta y lexicólogo español (f. 1943).

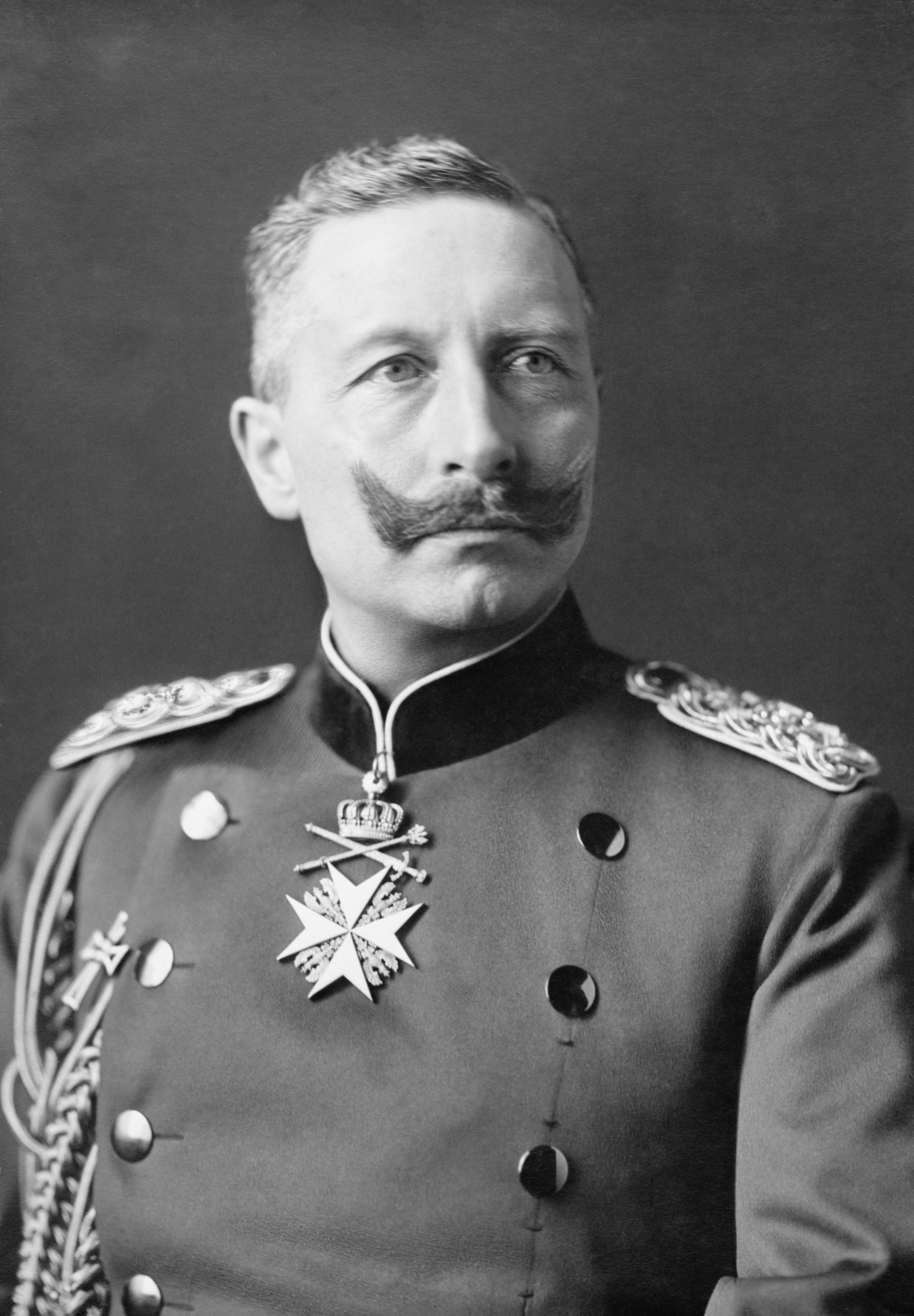
Guillermo II de Alemania.

- 1859: Guillermo II de Alemania, militar y aristócrata alemán, rey de Prusia entre 1888 y 1918 (f. 1941).
- 1866: Léon Bakst, pintor ruso (f. 1924).
- 1867: Heinrich Mack, historiador alemán (f. 1945).
- 1885: Jerome David Kern, compositor estadounidense (f. 1945).
- 1885: Maeda Seison, pintor japonés (f. 1977).
- 1887: Francesco Merli, tenor italiano (f. 1976).
- 1891: Ilya Ehrenburg, escritor soviético (f. 1967).
- 1893: Soong Ching-ling, política china (f. 1981).
- 1895: Joseph Rosenstock, director de orquesta polaco (f. 1985).
- 1895: Harry Ruby, compositor estadounidense (f. 1974).
- 1896: Agustín Muñoz Grandes, militar y político español (f. 1970).
- 1900: Hyman Rickover, almirante estadounidense (f. 1986).
- 1901: Art Rooney, empresario estadounidense (f. 1988).
- 1903: John Carew Eccles, neurofisiólogo australiano, Premio Nobel de Medicina en 1963 (f. 1997).
- 1904: James J. Gibson, psicólogo estadounidense (f. 1973).
- 1908: Hot Lips Page, músico estadounidense (f. 1954).
- 1910: Félix Candela, arquitecto e ingeniero español (f. 1997).
- 1910: Edvard Kardelj, político yugoslavo (f. 1979).
- 1912: Arne Næss, filósofo noruego (f. 2009).
- 1918: Elmore James, guitarrista de blues estadounidense (f. 1963).
- 1918: Antonín Mrkos, astrónomo checoslovaco (f. 1996).
- 1920: Juan de Arespacochaga, ingeniero y político español (f. 1999).
- 1920: John Box, productor y director artístico británico (f. 2005).
- 1920: Vicente Bianchi, compositor chileno. (f. 2018).
- 1920: Helmut Zacharias, violinista alemán (f. 2002).
- 1921: Rafael Barón, escritor español (f. 1987).
- 1921: Donna Reed, actriz estadounidense (f. 1986).
- 1921: Georges Mathieu, pintor francés (f. 2012).
- 1922: Rogelio A. González, actor y cineasta mexicano (f. 1984).
- 1923: Joaquín Roca Rey, escultor peruano (f. 2004).
- 1924: Rauf Denktash, político y presidente turcochipriota (1985-2005) (f. 2012).
- 1925: Hugo Villar, científico uruguayo (f. 2014).
- 1926: Ingrid Thulin, actriz, directora de teatro y cineasta sueca (f. 2004).
- 1928: Leo Breiman, estadístico estadounidense (f. 2005).
- 1928: Hans Modrow, político alemán (f. 2023).
- 1928: Gastón Suárez, dramaturgo y escritor boliviano (f. 1984).
- 1929: Mohamed Al-Fayed, empresario multimillonario egipcio (f. 2023).
- 1930: Bobby Blue Bland, cantante estadounidense (f. 2013).
- 1930: Aloysius Matthew Ambrozic, cardenal esloveno. (f. 2011).
- 1930: Bohdan Warchal,  violinista y director de orquesta eslovaco (f. 2000)
- 1931: Mordecai Richler, escritor canadiense (f. 2001).
- 1932: Boris Shakhlin, gimnasta soviético (f. 2008).
- 1933: Luis Carlos Sarmiento,  es un empresario, banquero, constructor y magnate colombiano.
- 1934: Federico Mayor Zaragoza, político y catedrático español (f. 2024).
- 1934: Édith Cresson, política francesa.
- 1936: Samuel C. C. Ting, físico chino estadounidense, Premio Nobel de Física en 1976.
- 1936: Troy Donahue, actor estadounidense (f. 2001).
- 1936: Manfred Gnädinger, escultor alemán residente en Galicia (f. 2002).
- 1936: Barry Barish, físico estadounidense.
- 1937: John Ogdon, pianista y compositor británico (f. 1989).
- 1940: James Cromwell, actor estadounidense.
- 1940: Petru Lucinschi, segundo presidente de Moldavia.
- 1941: Carlos Benjumea, comediante, director de teatro, actor de cine, teatro y televisión colombiano (f. 2021).
- 1942: Katia Iaros, vedette, bailarina y actriz argentina.
- 1942: Tasuku Honjo, inmunólogo japonés.

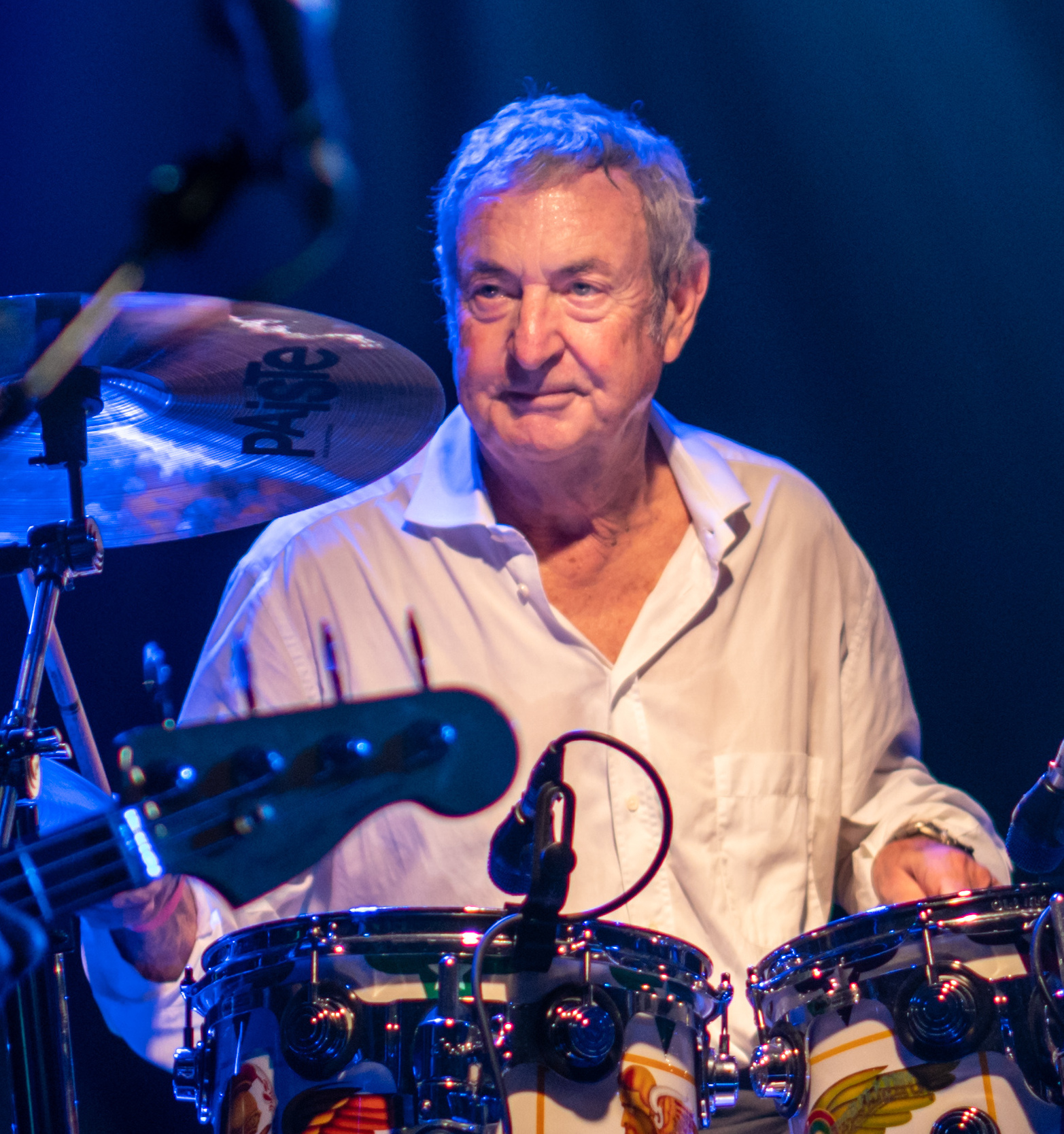
Nick Mason

- 1944: Mairead Corrigan, pacifista irlandesa, Premio Nobel de la Paz en 1976.
- 1944: Nick Mason, baterista británico, de la banda Pink Floyd.
- 1945: Raúl Becerra, periodista, productor y conductor de televisión argentino.
- 1945: Luis Parodi, periodista, comentarista radial y escritor uruguayo.
- 1947: Björn Afzelius, cantante sueco (f. 1999).
- 1947: Mike Stojanović, futbolista serbio-canadiense (f. 2010).
- 1948: Mijaíl Baryshnikov, bailarín y coreógrafo ruso.
- 1948: Valeri Brainin, musicólogo, gerente de música y poeta ruso-alemán.
- 1948: Jean-Philippe Collard, pianista francés.
- 1949: Montxo Armendáriz, cineasta español.
- 1949: David Arnoldo Cabrera, futbolista salvadoreño.
- 1951: Brian Downey, baterista irlandés, de la banda Thin Lizzy.
- 1951: Rubén Szuchmacher, actor y director de teatro argentino.
- 1953: Enrique Martínez Heredia, ciclista español.

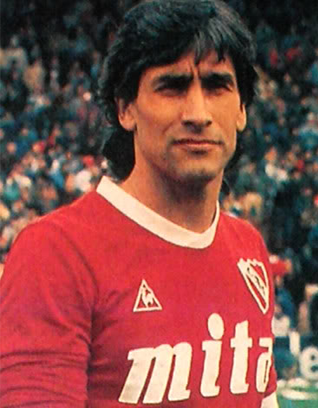
Hugo Villaverde

- 1954: Hugo Villaverde, futbolista argentino (f. 2024)
- 1955: John Roberts, abogado y juez estadounidense.
- 1956: Mimi Rogers, actriz estadounidense.
- 1957: Janick Gers, guitarrista británico de Iron Maiden.
- 1957: Frank Miller, dibujante de novelas gráficas estadounidense.
- 1958: Susanna Thompson, actriz estadounidense.
- 1959: Göran Hägglund, político sueco.

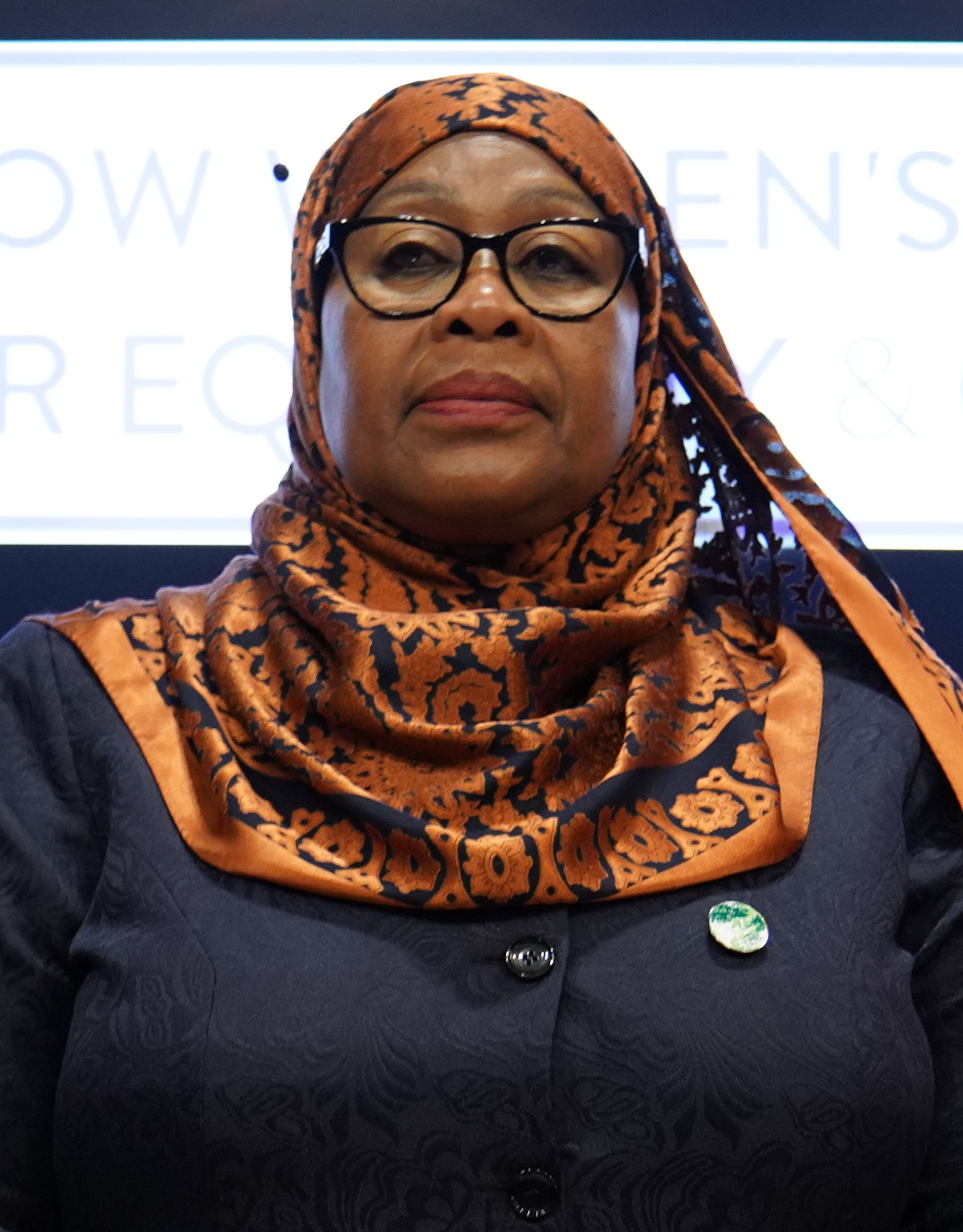
Samia Suluhu

- 1960: Samia Suluhu, política tanzana, Presidenta de Tanzania desde 2021
- 1961: Gillian Gilbert, músico británico de New Order.
- 1961: Willie Revillame, actor y cantante filipino.
- 1962: Anselmo Fuerte, ciclista español.
- 1964: Bridget Fonda, actriz estadounidense.
- 1964: Jack Haley, jugador de baloncesto estadounidense (f. 2015).
- 1965: Alan Cumming, actor escocés.
- 1966: Tamlyn Tomita, actriz japonesa.
- 1967: Bobby Deol, actor indio.
- 1967: Byron Mann, actor hongkonés.
- 1967: Manuel Quijano, cantante español, de la banda Café Quijano.
- 1968: Mike Patton, cantante estadounidense, de la banda Faith No More.
- 1968: Tricky, músico británico.

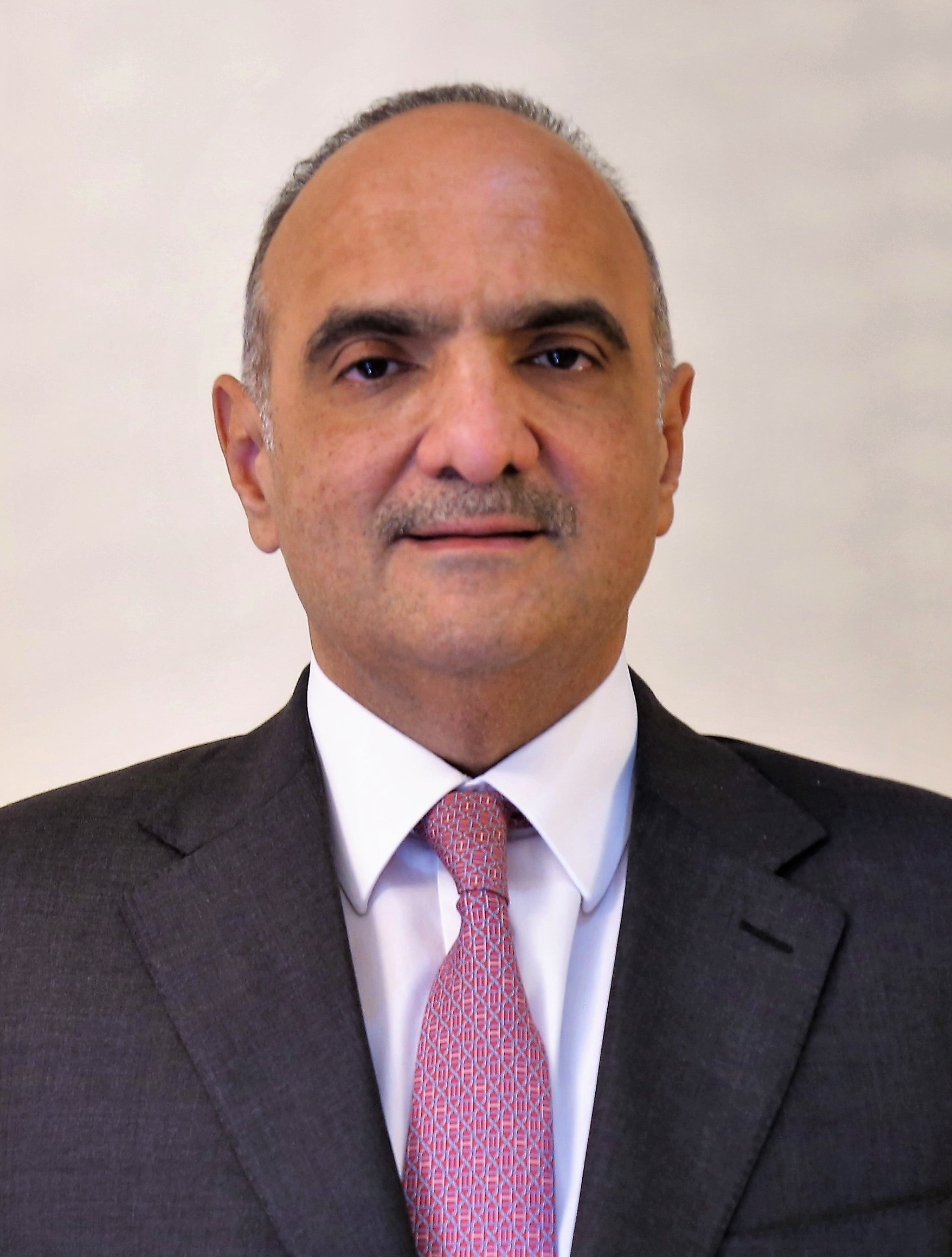
Bisher Al-Khasawneh

- 1969: Marc Forster, director de cine alemán.
- 1969: Bisher Al-Khasawneh, diplomático y político jordano, primer ministro de Jordania entre 2020 y 2024.
- 1969: Patton Oswalt, actor y humorista estadounidense.
- 1970: Emmanuel Pahud, flautista suizo.
- 1971: Lil' Jon, rapero y productor estadounidense.
- 1971: Rolando Uríos, balonmanista español de origen cubano.
- 1972: Bibi Gaytán, actriz y cantante mexicana.
- 1972: Mark Owen, cantautor británico.
- 1973: Edith Márquez, cantante mexicana.
- 1973: Santiago Nieto Castillo, abogado y funcionario público.
- 1974: Andrei Pavel, tenista rumano.
- 1975: Leonel García, cantante mexicano, de la banda Sin Bandera.
- 1975: Jason Conti, beisbolista estadounidense (f. 2025).
- 1976: Ahn Jung-hwan, futbolista surcoreano.
- 1976: Todd MacCulloch, baloncestista estadounidense.
- 1977: Diego Moldes, escritor español.
- 1977: Donorov Lumbengarav, futbolista mongol.
- 1978: Julieta Bal, actriz argentina.
- 1978: Jorge Kazmer, artista musical argentino y cantante de Los Sultanes.
- 1978: Gustavo Munúa, futbolista uruguayo.
- 1979: Rosamund Pike, actriz británica.
- 1980: Marat Safin, tenista ruso.
- 1981: Alicia Molik, tenista australiana.
- 1981: Francisco Bass, actor argentino.
- 1983: John Lundvik, cantante sueco-británico.

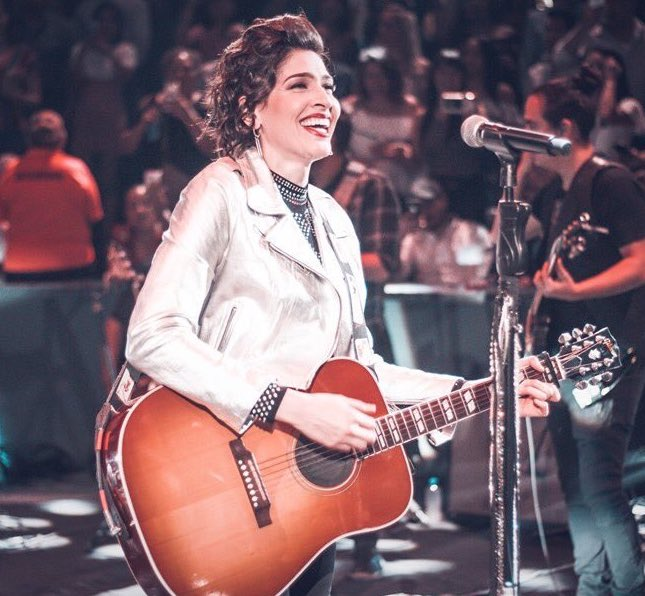
Ashley Grace

- 1987: Lily Donaldson, modelo británica.
- 1987: Katy Rose, cantante estadounidense.
- 1987: Ashley Grace, cantante y compositora estadounidense, del dúo Ha*Ash.
- 1987: Andrea Consigli, futbolista italiano.
- 1988: Kerlon Moura, futbolista brasileño.
- 1989: Daisy Lowe, modelo inglesa.
- 1989: Ricky van Wolfswinkel, futbolista neerlandés.
- 1992: Hamari Traoré, futbolista maliense.
- 1996: Braeden Lemasters, actor y músico estadounidense, componente de la banda Wallows
- 2000: Aurélien Tchouaméni, futbolista francés.
- 2001: Roberto Piccoli, futbolista italiano.
- 2010: Willis Gibson, streamer estadounidense.
- 2014: Like Nastya, youtuber ruso-estadounidense.

## Fallecimientos
- 98: Marco Coceyo Nerva, emperador de Roma entre 96 y 98 (n. 30).
- 661: Ali Ibn Abi Talib, el último rashidun suní y primer imán chíita.
- 1336: Alfonso IV de Aragón, rey de Aragón, Valencia, Cerdeña y Córcega, conde de Barcelona y Urgel (n. 1299).
- 1377: Federico III de Sicilia, rey de Sicilia (n. 1341).
- 1490: Ashikaga Yoshimasa, sogún japonés (n. 1435).
- 1540: Ángela de Mérici, religiosa italiana (n. 1474).
- 1554: Pedro de Heredia, navegante español (n. 1505).
- 1629: Hieronymus Praetorius, compositor alemán (n. 1560).
- 1638: Gonzalo de Céspedes y Meneses, escritor español (n. 1585?).
- 1689: Robert Aske, emprendedor británico (n. 1619).
- 1731: Bartolomeo Cristofori, constructor e inventor de instrumentos musicales italiano (n. 1655).
- 1740: Luis Enrique de Borbón-Condé, aristócrata y político francés, primer ministro (n. 1692).
- 1800: Costillares (Joaquín Rodríguez), torero español (n. 1743).
- 1814: Johann Gottlieb Fichte, filósofo alemán (n. 1762).
- 1837: José María Fagoaga Liyzaur, insurgente mexicano de origen vasco (n. 1764).
- 1844: Charles Nodier, escritor francés (n. 1780).
- 1851: John James Audubon, naturista y ornitólogo francés (n. 1789).
- 1857: Dorothea Lieven, aristócrata rusa (n. 1785).
- 1860: János Bolyai, matemático húngaro (n. 1802).
- 1864: Leo von Klenze, arquitecto, pintor y escritor alemán (n. 1784).
- 1881: Manuel Orozco y Berra, historiador mexicano (n. 1816).
- 1891: Sor Patrocinio, monja española (n. 1811)
- 1901: Giuseppe Verdi, compositor italiano (n. 1813).
- 1901: Regino Martínez Basso, violinista español (n. 1845).
- 1905: Paul Haenlein, ingeniero y pionero de la aviación alemán (n. 1835).
- 1913: Benjamín Victorica (81), abogado y militar argentino (n. 1831).
- 1919: Endre Ady, poeta húngaro (n. 1877).
- 1922: Nellie Bly, periodista estadounidense (n. 1864).
- 1922: Luigi Denza, compositor italiano (n. 1846).
- 1940: Isaac Babel, escritor ucraniano (n. 1894).
- 1944ː Zinaída Samsónova, enfermera militar soviética y Heroína de la Unión Soviética (n. 1924).
- 1950: Manuel Castro Quesada, político costarricense (n. 1877).
- 1950: Augusto d'Halmar, poeta y escritor chileno (n. 1882).
- 1950: Henri Pittier, ingeniero, geógrafo, naturalista y botánico venezolano (n. 1857).
- 1951: Carl Gustaf Emil Mannerheim, político y mariscal finlandés (n. 1867).
- 1956: Erich Kleiber, director de orquesta austriaco (n. 1890).
- 1964: Rodolfo Herrero, militar mexicano (n. 1880).
- 1967: Roger Chaffee, astronauta estadounidense (n. 1935).
- 1967: Virgil I. Grissom, astronauta estadounidense (n. 1926).
- 1967: Edward Higgins White II, astronauta estadounidense (n. 1930).
- 1967: Alphonse Juin, general francés (n. 1888).
- 1970: Marietta Blau, física austríaca (n. 1894)
- 1971: Jacobo Árbenz, político guatemalteco, presidente (n. 1913).
- 1972: Mahalia Jackson, cantante estadounidense (n. 1911).
- 1972: Richard Courant, matemático alemán (n. 1888).
- 1974: Georgios Grivas, general griego (n. 1898).
- 1975: Bill Walsh, productor y escritor estadounidense (n. 1913).
- 1979: Victoria Ocampo, escritora y editora argentina (n. 1890).
- 1982: Nemesio Etxaniz, sacerdote y escritor vasco (n. 1899).
- 1983: Louis de Funès, actor francés (n. 1914).
- 1986: Lilli Palmer, actriz alemana (n. 1914).
- 1987: Norman McLaren, animador y cineasta británico (n. 1914).
- 1988: Massa Makan Diabaté, autor maliense (n. 1938).
- 1989: Thomas Sopwith, pionera británico (n. 1888).
- 1992: Clara Solovera, cantante chilena (n. 1909).
- 1993: André the Giant, luchador profesional francés (n. 1946).
- 1994: Claude Akins, actor estadounidense (n. 1918).
- 1994: Rolando Medina Méndez, periodista y reportero mexicano de Televisa (n. 1967).
- 1996: Ralph Yarborough, político estadounidense (n. 1903).
- 1997: Daniel Txopitea, pintor y escultor español (n. 1950).
- 1999: Gonzalo Torrente Ballester, escritor español (n. 1910).
- 2000: Friedrich Gulda, pianista austriaco (n. 1930).
- 2000: Oscar Olavarria, actor, cantante y comediante chileno (n. 1951).
- 2002: Mari Carmen Prendes, actriz española (n. 1906).
- 2003: Louis Archambault, escultor canadiense (n. 1915).
- 2004: Sandra Cabrera, sindicalista argentina (n. 1970).
- 2004: Felipe Ruiz Martín, historiador español (n. 1915).
- 2006: Johannes Rau, político alemán, presidente de su país (n. 1931).
- 2007: Paul Channon, político británico (n. 1935).
- 2007: Claudio Guillén, escritor y académico español (n. 1924).
- 2008: Gordon B. Hinckley, religioso mormón estadounidense (n. 1910).
- 2008: Suharto, dictador y presidente indonesio entre 1967 y 1998 (n. 1921).
- 2008: Raúl Lozza, artista plástico argentino (n. 1911).
- 2009: John Updike, escritor estadounidense (n. 1932).
- 2010: J. D. Salinger, escritor estadounidense (n. 1919).
- 2010: Howard Zinn, historiador y activista político estadounidense (n. 1922).[3]

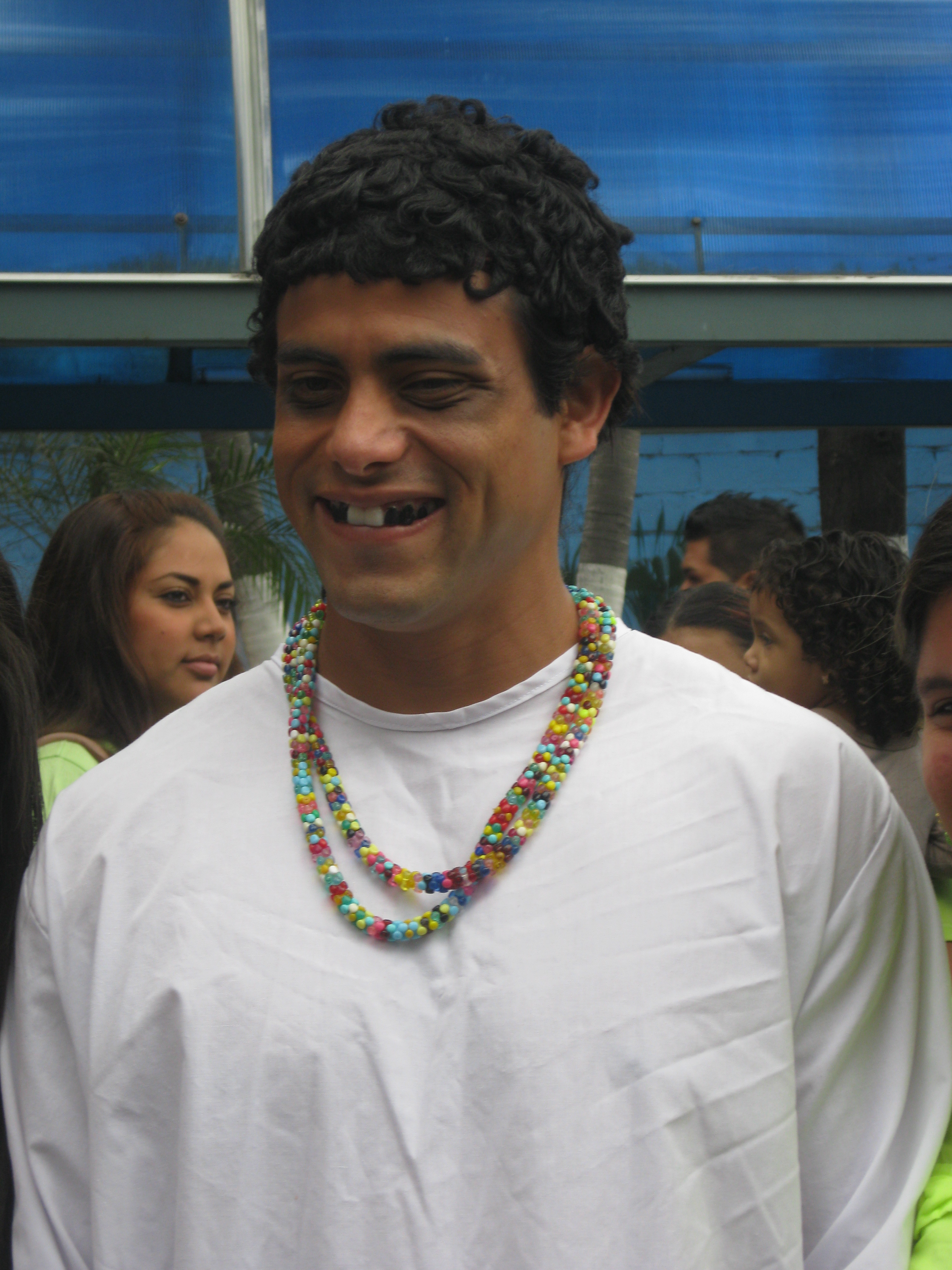
Efraín Ruales.

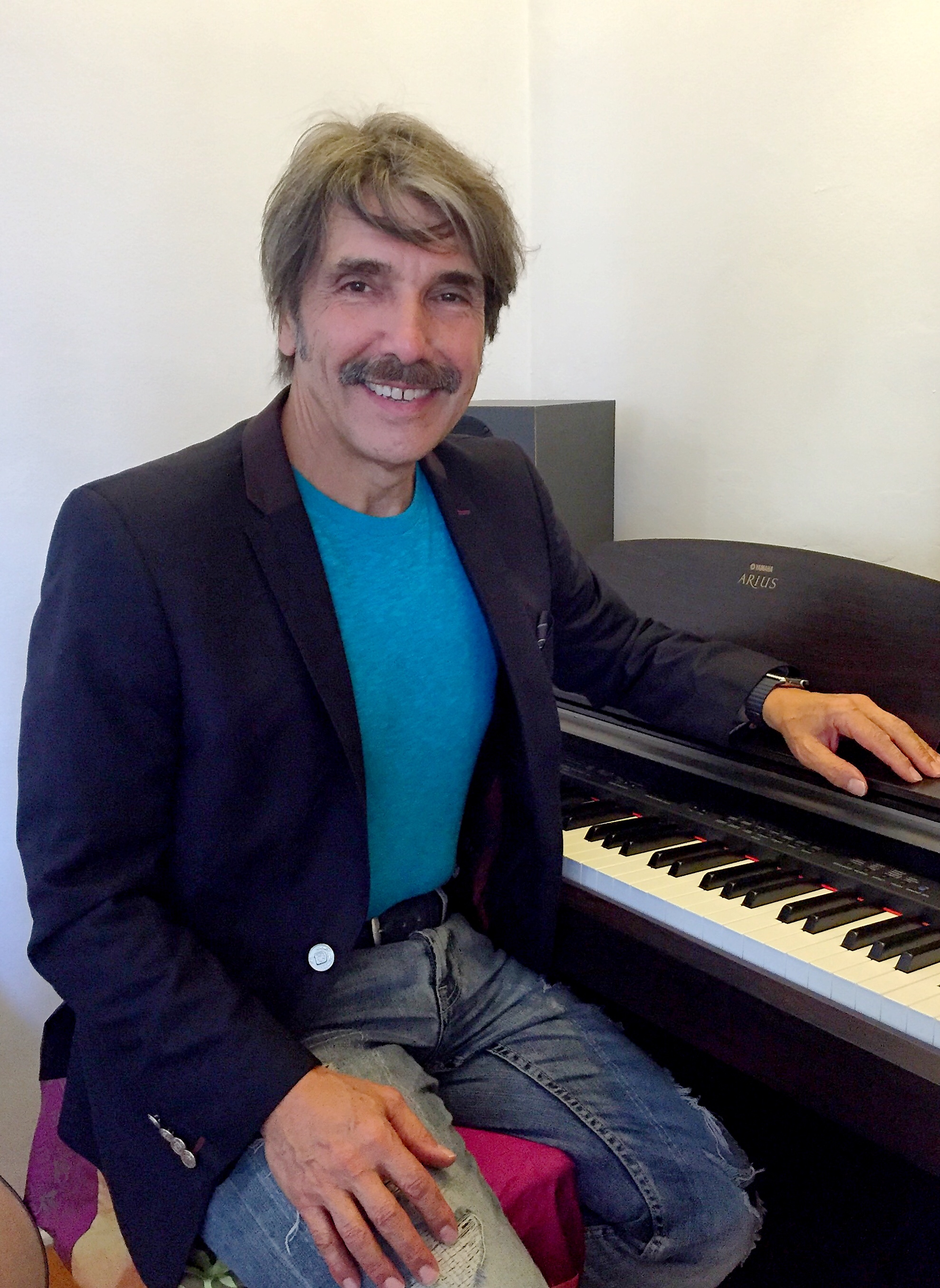
Diego Verdaguer.

- 2010: Joel Atilio Cazal, político paraguayo, director de la revista Ko’Eyú latinoamericano.
- 2011: Paco Maestre, actor español de cine y televisión. (n. 1957).
- 2013: Pham Duy, cantautor vietnamita (n. 1921).
- 2014: Pete Seeger, músico de folk estadounidense (n. 1919).
- 2015: Charles Hard Townes, físico estadounidense, Premio Nobel de Física en 1964 (n. 1915).
- 2015: Yves Chauvin, químico francés, premio nobel de química en 2005 (n. 1930).
- 2017: Emmanuelle Riva, actriz y poeta francesa (n. 1927).
- 2017: Yevdokia Pasko, aviadora soviética (n. 1919).
- 2018: Graciela Bernardo, actriz mexicana (n. 1947).
- 2018: Ingvar Kamprad, empresario sueco (n. 1926).
- 2020: Reed Mullin, músico estadounidense (n. 1966).
- 2020: Alberto Naranjo, músico y compositor venezolano (n. 1941).
- 2021: Cloris Leachman, actriz y humorista estadounidense (n. 1926).
- 2021: Efraín Ruales, actor, músico y presentador de televisión ecuatoriano (n. 1984).
- 2021: Adrián Campos, piloto y dueño de equipo de automovilismo español (n. 1960).
- 2022: Diego Verdaguer, cantante, músico, compositor y productor musical argentinomexicano (n. 1951).
- 2023: Sylvia Syms, actriz británica (n. 1934).
- 2024: Carlos Buiza, escritor y guionista español de ciencia ficción (n. 1940).
- 2025: Alma Rosa Aguirre, actriz mexicana (n. 1929).

## Celebraciones
- Día Internacional de Conmemoración en Memoria de las Víctimas del Holocausto.[4]
(equivalente internacional del Yom Hashoá).

- Día Conmemorativo de las Víctimas del Nacionalsocialismo.

- Día Internacional del Conservador y Restaurador. En homenaje a los conservadores y restauradores de piezas históricas y culturales del mundo.

- Día Mundial de la Extracción de Leche Materna.[5]Celebración dedicada a las madres extractoras de leche, que hacen posible que las criaturas de madres que no la poseen o que no tienen la cantidad necesaria, puedan alimentarse.

- Día Internacional del Community Manager (2025).[6]
Se celebra cada cuarto lunes de enero.

 Por países
(Por orden alfabético)
- Estados Unidos: 
  - Día de la Tarta de Chocolate.
(en inglés: National Chocolate Cake Day).
  - Día de National Geographic. Celebración que rinde homenaje a la revista National Geographic, una publicación impresa mensual para los amantes de la ciencia, los animales, la geografía, la ecología, el medio ambiente, los viajes y la historia. También posee una edición en línea. La versión en español está disponible en: National Geographic (España). 
(en inglés: National Geographic Day).
  - Día del Intercambio de Semillas.
(en inglés: National Seed Swap Day).

- México: 
  - Día del Nutriólogo. Conmemora la fundación de la Asociación Mexicana de Nutriología A.C. (AMENAC) en 1975, que se registró ante la Secretaría de Relaciones Exteriores de México.

### Santoral católico

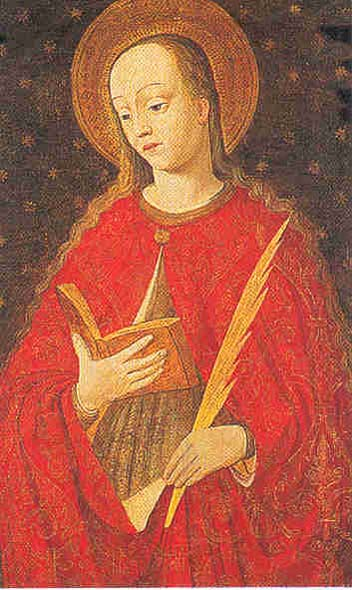
Santa Devota es la santa patrona del Principado de Mónaco y de la isla de Córcega.

- San Julián de Sora, mártir (c. s. II).[7]
- San Julián de Cenomanum (s. III).[7]
- Santa Devota, virgen y mártir (c. 300).[7](imagen ilustrativa).
- San Mario o Marino de Bodón, abad (c. 550).
- San Vitaliano, papa (672).
- San Teodorico de Orleans, obispo (1022).
- San Gilduino de Dol, diácono (1077).
- Beato Juan de Thérouanne, obispo (1130).[7]
- Beato Manfredo Settala, presbítero y eremita (1217).
- Santa Ángela de Mérici, virgen (1540).
- Beata Rosalía du Verdier de la Solinière, virgen y mártir (1794).
- San Juan María Muzeo (1887).[7]
- San Enrique de Ossó y Cervelló, presbítero (1896).
- Beato Jorge Matulaitis, obispo (1927).[7]

 Por países
(Por orden alfabético)
- Mónaco: 
  - Día de la Santa Devota.(imagen ilustrativa).